# Ballophilus riveroi
Ballophilus riveroi är en mångfotingart som beskrevs av Chamberlin 1950. Ballophilus riveroi ingår i släktet Ballophilus och familjen Ballophilidae.
Artens utbredningsområde är Puerto Rico. Inga underarter finns listade i Catalogue of Life.